# Riccardo Casagrande
Riccardo Casagrande (Senigallia, 24 settembre 1988) è un cestista italiano, ala della Nazionale italiana 3x3.

## Statistiche
| Stagione        | Squadra                  | Competizione         | Partite | Partite | Partite | Statistiche tiro | Statistiche tiro | Statistiche tiro | Altre statistiche | Altre statistiche | Altre statistiche | Altre statistiche | Altre statistiche |
| Stagione        | Squadra                  | Competizione         | Pres.   | Titol.  | Minuti  | Tiri da 2        | Tiri da 3        | Liberi           | Rimb.             | Assist            | Rubate            | Stopp.            | Punti             |
| --------------- | ------------------------ | -------------------- | ------- | ------- | ------- | ---------------- | ---------------- | ---------------- | ----------------- | ----------------- | ----------------- | ----------------- | ----------------- |
| 2005-2006       | VL Pesaro                | Serie B d'Eccellenza | 2       |         | 9       | 0/1              | 0/0              | 0/0              | 1                 | 0                 | 0                 | 0                 | 0                 |
| 2006-2007       | Pallacanestro Senigallia | Serie B d'Eccellenza | 20      |         | 197     | 27/44            | 1/4              | 22/28            | 58                | 5                 | 13                | 2                 | 79                |
| 2007-2008       | A. Costa Imola           | Legadue              | 20      |         | 107     | 7/14             | 0/2              | 11/17            | 25                | 2                 | 6                 | 0                 | 25                |
| 2008-2009       | JesoloSandonà Basket     | Serie A Dilettanti   | 26      |         | 719     | 77/148           | 8/34             | 110/137          | 146               | 11                | 69                | 0                 | 288               |
| 2009-2010       | A. Costa Imola           | Legadue              | 7       |         | 81      | 7/11             | 1/2              | 5/11             | 16                | 0                 | 5                 | 0                 | 22                |
| 2010-2011       | Virtus Siena             | Serie A Dilettanti   | 28      |         | 820     | 102/189          | 15/44            | 68/85            | 140               | 20                | 70                | 0                 | 317               |
| 2011-2012       | Casalpusterlengo         | DNA                  | 31      |         | 695     | 74/152           | 21/56            | 42/53            | 121               | 22                | 40                | 1                 | 253               |
| 2012-2013       | Pallacanestro Lucca      | DNA                  | 33      |         | 749     | 69/141           | 13/48            | 85/113           | 148               | 17                | 59                | 1                 | 262               |
| 2013-2014       | Legnano Knights          | DNB                  | 10      |         | 222     | 25/45            | 2/13             | 28/34            | 46                | 7                 | 5                 | 1                 | 84                |
| 2014-2015       | Pallacanestro Senigallia | Serie B              | 24      |         | 694     | 89/176           | 15/48            | 93/122           | 149               | 42                | 34                | 2                 | 316               |
| 2015-2016       | Virtus Roma              | Serie A2             | 20      |         | 215     | 15/23            | 2/7              | 25/80            | 36                | 8                 | 9                 | 1                 | 56                |
| 2016-2017       | Roseto Sharks            | Serie A2             | 28      |         | 610     | 49/83            | 8/30             | 41/52            | 92                | 20                | 21                | 2                 | 163               |
| 2017-2018       | Roseto Sharks            | Serie A2             | 27      |         | 644     | 41/83            | 17/53            | 63/79            | 107               | 22                | 19                | 0                 | 196               |
| 2018-2019       | Stamura Ancona           | Serie B              | 26      |         | 732     | 96/147           | 13/60            | 126/156          | 158               | 31                | 27                | 2                 | 357               |
| 2019-2020       | Aurora Jesi              | Serie B              | 14      |         | 402     | 51/76            | 5/20             | 40/62            | 81                | 13                | 18                | 0                 | 157               |
| Totale carriera |                          |                      |         |         |         |                  |                  |                  |                   |                   |                   |                   |                   |

## Palmarès
- Campionato italiano dilettanti: 1

Pesaro: 2005-06
- Coppa Italia LNP: 1

Pesaro: 2005-06